# SMS Hamburg
SMS Hamburg – niemiecki krążownik lekki (według klasyfikacji niemieckiej: mały krążownik – Kleiner Kreuzer).
Budowa SMS „Hamburg” rozpoczęła się w sierpniu 1902 roku. W tym samym miesiącu rozpoczęła się budowa bliźniaczego okrętu, SMS „Bremen” od którego nazwę wzięła cała klasa pruskich lekkich krążowników. Pierwszym przyjętym do służby tej klasy, był właśnie wybudowany kosztem 4 706 000 marek SMS „Hamburg”.
16 grudnia 1914 wziął udział w starciu z siłami brytyjskimi osłaniając ogniem artyleryjskim walczące z niszczycielami nieprzyjaciela torpedowce. 21 maja przypadkowo staranował i zatopił torpedowiec S 21. W 1916 uczestniczył, w składzie IV Grupy Rozpoznawczej, w bitwie jutlandzkiej. Od marca 1917 pełnił funkcję stacjonarnego okrętu dowodzenia, a od 1931 – hulku.
W 1944 został zatopiony w porcie w Hamburgu. Podniesiony z dna po wojnie i złomowany.